# رمی سرجیو
رمی سرجیو (انگلیسی: Rémi Sergio؛ زادهٔ ۱ دسامبر ۱۹۸۷) بازیکن فوتبال اهل فرانسه است.
از باشگاه‌هایی که در آن بازی کرده‌است می‌توان به باشگاه فوتبال المپیک مارسی، باشگاه فوتبال تروا، باشگاه فوتبال نیم المپیک، و باشگاه فوتبال رویال شارلوا اشاره کرد.